# Ratchet & Clank: Quest for Booty
Ratchet & Clank: Quest for Booty (Ratchet & Clank Future: Quest for Booty i Nordamerika) är ett TV-spel släppt till Playstation 3 2008. Spelet släpptes på PlayStation Network i Japan, Nordamerika och Europa 21 augusti 2008 och på Blu-ray i Europa 12 september 2008. Spelet fortsätter där Ratchet & Clank: Tools of Destruction slutade. Spelet är det andra i Ratchet and Clank Future-serien. Spelet är baserat på den traditionella Ratchet & Clank-serien.

## Karaktärer
- Ratchet
- Clank
- Dr. Nefarious
- Zoni
- Talwyn
- Smugglaren
- Kapten Slag
- Kapten Darkwater